# Beschäftigung
Der Begriff Beschäftigung ist ein Polysem, das je nach Fachgebiet durch die Ausübung einer Tätigkeit gekennzeichnet ist.

## Allgemeines
Als Fachgebiete, die sich mit der Beschäftigung befassen, kommen insbesondere Sozialrecht, Betriebswirtschaftslehre, Volkswirtschaftslehre und auch die Umgangssprache in Frage.

## Sozialrecht

Erwerbstätige und Arbeitslose

Im Sozialrecht ist die Beschäftigung ein Rechtsbegriff, der in § 7 SGB IV eine Legaldefinition erfährt. Danach ist Beschäftigung „die nichtselbständige Arbeit, insbesondere in einem Arbeitsverhältnis. Anhaltspunkte für eine Beschäftigung sind eine Tätigkeit nach Weisungen und eine Eingliederung in die Arbeitsorganisation des Weisungsgebers.“
Zentrales Merkmal der sozialrechtlichen Beschäftigung ist demnach die Weisungsabhängigkeit des Beschäftigten. 

## Erwerbstätigkeit
Während die Beschäftigung sozialrechtlich auf nichtselbständige Arbeit begrenzt ist, geht die Erwerbstätigkeit darüber hinaus. Als Erwerbstätige gelten Personen, die als Arbeitnehmer oder Selbständige bzw. mithelfende Familienangehörige eine auf wirtschaftlichen Erwerb gerichtete Arbeit ausüben. Auch freie Berufe werden zur Erwerbstätigkeit gerechnet.

## Betriebswirtschaftslehre
„Beschäftigung ist der Betätigungszustand eines Betriebes“ und eine betriebswirtschaftliche Kennzahl, die sich in der Anzahl der erzeugten Leistungseinheiten während eines bestimmten Zeitraumes ausdrücken lässt:
{\displaystyle {\text{Beschäftigung}}={\frac {\text{Leistungseinheiten}}{\text{Zeiteinheit}}}}.
Entsprechend ist der Beschäftigungsgrad das Verhältnis der Ist-Beschäftigung zur Planbeschäftigung.
Erich Schäfer verstand in seiner Habilitationsschrift aus 1931 unter der Beschäftigung die Inanspruchnahme von Arbeitskräften, Maschinen usw. in einer gegebenen Zeit zur Erfüllung des Betriebszwecks. Der Beschäftigungsgrad ist das Verhältnis der tatsächlichen Beschäftigung zur maximal möglichen Beschäftigung:
{\displaystyle {\text{Beschäftigungsgrad}}={\frac {\text{tatsächliche Beschäftigung}}{\text{maximal mögliche Beschäftigung}}}}.
Die Beschäftigung ist eine Kosteneinflussgröße, denn vom Beschäftigungsgrad hängt in einem Unternehmen die Höhe der Gesamtkosten ab. Vom Beschäftigungsgrad abhängig sind dabei die variablen Kosten, die bei Vollbeschäftigung am höchsten und bei Unterbeschäftigung am niedrigsten sind. Fixe Kosten fallen dagegen unabhängig vom Beschäftigungsgrad in (nahezu) gleichbleibender Höhe an.

## Volkswirtschaftslehre
Die Volkswirtschaftslehre befasst sich vor allem mit dem Beschäftigungsstand, also ob Unterbeschäftigung, Vollbeschäftigung oder Überbeschäftigung in einem Staat besteht. William Henry Beveridge definierte 1945 in seinem Werk Vollbeschäftigung in einer freien Gesellschaft Vollbeschäftigung als einen Zustand, in dem die Zahl der offenen Stellen die der Arbeitslosen übersteigt, wobei er dies bei einer Arbeitslosenquote von drei Prozent (friktioneller, d. h. kurzzeitig während eines Arbeitsplatzwechsels bestehender) Arbeitslosigkeit als gegeben ansah. Vollbeschäftigung liegt demnach vor, wenn die offenen Stellen {\displaystyle A_{A}} identisch sind mit der Zahl der Arbeitslosen {\displaystyle A_{N}}:
{\displaystyle A_{A}} = {\displaystyle A_{N}}.
Auf dem Arbeitsmarkt besteht dann Marktgleichgewicht.
„Unter Vollbeschäftigung im weiteren Sinne kann man den Zustand verstehen, in dem alle Personen, die arbeitsfähig und arbeitswillig sind, zu den herrschenden Arbeitsbedingungen einen Arbeitsplatz finden“.
Eine Tätigkeit kann auch dann als Beschäftigung gelten, wenn sie nicht entlohnt wird. Eine selbständige Beschäftigung wie freie Berufe werden hiervon nicht erfasst. Der Oberbegriff für Beschäftigung ist Erwerbstätigkeit. Beide Begriffe werden häufig gleichgesetzt, unterscheiden sich jedoch im Begriffsinhalt.

## Freizeitbeschäftigung
Freizeitbeschäftigung ist die Beschäftigung außerhalb der Arbeits- oder Schulzeit. Während der Freizeitbeschäftigung erfahrene Erfolgserlebnisse, Kreativität, Freude, Spannung, Sport oder Wissenserwerb helfen nicht nur beim Wiederaufbau der geistigen und physischen Kräfte, sondern geben auch Lebensfreude und Kraft zur Bewältigung des Alltags. Das Ziel von Beschäftigung in der Freizeit ist das Erlangen innerer Befriedigung, etwa durch aktives Verbringen der Freizeit. Freizeitbeschäftigung ist kein Zwang, so dass Anfang und Ende oft frei wählbar sind. Aufgestaute Aggressionen und funktionale Erregungszustände können in der Freizeit durch sinnvolle Aktivitäten wie Sport, Spiel oder auch gezielte Entspannungsübungen abgebaut werden. Fehlt es an erfüllender Freizeitbeschäftigung, wird Langeweile erlebt. Bevorzugte Freizeittätigkeiten werden als Hobby bezeichnet.

## Gefälligkeit
Gefälligkeiten sind ebenfalls eine Beschäftigung, jedoch nicht im sozialrechtlichen Sinn. Es handelt sich um Tätigkeiten, die ohne Gegenleistung erbracht werden. Ein Rechtsbindungswille des die Gefälligkeit Leistenden ist nicht vorhanden, so dass ein Aufwendungsersatzanspruch eines durch die Gefälligkeit Geschädigten nicht in Betracht kommt.

## Beschäftigungsverbot
Das Beschäftigungsverbot ist im Arbeitsrecht das gesetzliche Verbot, einen Arbeitnehmer mit Erwerbstätigkeiten zu beschäftigen. Es befreit den Arbeitnehmer von seiner Arbeitspflicht, die Arbeitsfähigkeit entfällt.

## Schachkomposition
In der Schachkomposition ist Beschäftigung eine alternative Bezeichnung für das Manöver der Beschäftigungslenkung, also das Erzwingen von Zügen, die den Schwarzen nur beschäftigt halten, sodass Weiß Zeit hat, eine Stellungsverbesserung zu erzielen.